# Camerata Trajectina
Camerata Trajectina (en latin), la Compagnie utrechtoise, est un ensemble de musique ancienne, fondé à Utrecht (Pays-Bas) et actif depuis 1974.  L'ensemble a donné des centaines de concerts aux Pays-Bas, en Flandre et ailleurs en Europe, aux États-Unis, au Canada, au Mexique, en Indonésie et au Ghana.  La Camerata Trajectina a enregistré six disques vinyles et une trentaine de CD consacrés à la musique néerlandaise.

## Bref historique
Après le départ de Jos van Veldhoven, qui voulait s'engager plus intensivement dans le Consort baroque d'Utrecht qu'il avait formé en 1976, l'ensemble de musique ancienne Camerata Trajectina, créé fin 1973 par Jan Nuchelmans et Jos van Veldhoven, s'est consacré au répertoire néerlandais sous la direction du musicologue et luthiste Louis Peter Grijp, également attaché à l'Institut Meertens à Amsterdam et à l'Université d'Utrecht.  Dès son enfance, Grijp avait été fasciné par le siècle d'or néerlandais.  Il n'est donc pas étonnant de voir qu'en 1977, le premier programme néerlandais de la Camerata Trajectina ait pour sujet la guerre de Quatre-Vingts Ans.  À l'occasion des festivités à Utrecht, ce projet a été repris et adapté en 1979 sous le titre Die Tyranny verdrijven (Chasser la tyrannie).  Ce programme a été enregistré sur disque vinyle par la Société pour l'histoire de la musique aux Pays-Bas (Vereniging voor Nederlandse Muziekgeschiedenis), puis servait encore lors de la célébration des mille ans d'histoire de la ville de Bruxelles.  En 1980, l'ensemble fait ses débuts au Festival de Hollande avec ce programme. 
Bien que, par son répertoire, la Camerata marche sur les traces d'un autre ensemble de musique ancienne, Studio Laren, avec Marijke Ferguson de cet ensemble, elle échangeait collégialement des données.  L'approche théâtrale du Studio Laren a eu un impact sur le chemin qu'allait suivre Grijp, directeur artistique de l'ensemble..
Par la suite, l'ensemble s'est fait un nom par son infatigable plaidoyer en faveur de la musique néerlandaise du Moyen Âge jusqu'au XVIIe siècle, et parfois au-delà de cette époque.  
En outre, l'ensemble est à la base du festival de musique ancienne de la ville à laquelle son nom se réfère : Utrecht.  Il s'agit du seul festival aux Pays-Bas entièrement consacré à la musique ancienne.  
Si l'ensemble Camerata Trajectina s'est avant tout construit un répertoire de chansons en langue néerlandaise (homophone ou polyphonique et de Hadewij à Komrij), il s'est également occupé de pièces instrumentales et d'œuvres vocales en d'autres idiomes (allemand, anglais, français, frison, italien, latin…), sélectionnées selon les exigences du thème abordé.  En général, les programmes de l'ensemble sont élaborés autour de thèmes et de personnages de l'histoire nationale.  L'ensemble a collaboré aux commémorations nationales de l'Union d'Utrecht (1979), de Guillaume d'Orange (1984), de Huygens (1987), de Coornhert (1990), de la paix de Munster (1998) et de la VOC (2002), ainsi qu'aux commémorations de Bredero, de Simons, de la Société des Remontrants et de Japicx.  Il s'est également produit dans le cadre d'expositions autour du thème de la relation entre musique et peinture (Hoogsteder & Hoogsteder en 1995, Steen au Rijksmuseum en 1996 et Hals à Haarlem en 2004). 
Étant devenu un succès éclatant, un projet de 2009 (élaboré en collaboration avec le poète Gerrit Komrij) a été repris en 2011.  Ce spectacle multidisciplinaire, De Zeven Zonden, était inspiré par le tableau représentant Les Sept Péchés capitaux et les Quatre Dernières Étapes humaines, attribué à Bosch).  Le spectacle a récolté des critiques élogieuses.  D'autres projets de grande envergure ont été les Liedekens (Chansons) d'Obrecht, pour lesquelles Gerrit Komrij a écrit de nouvelles paroles (2005), et le premier opéra néerlandais Bacchus, Ceres en Venus de Schenck (2006).  Pour le double CD Antwerps liedboek de 2004 (consacré au recueil de chansons d'Anvers de 1544), l'ensemble a reçu le prix Edison Klassiek aux Pays-Bas.
Le 20 novembre 2014, l'Association générale néerlandaise (ANV) a annoncé que le prix Visser-Neerlandia de la culture  sera décerné à l'ensemble utrechtois, « car, depuis quarante ans, Camerata Trajectina réussit à présenter de la musique et des chansons de la période 1550-1700.  [...]  Grâce à l'exécution du répertoire issu d'un travail de recherche, la Camerata Trajectina a considérablement élargi notre connaissance de la musique néerlandaise du Moyen Âge, de la Renaissance et du début du baroque, et l'ensemble a réfuté le mythe qui consiste à croire que la culture néerlandaise n'avait aucune affinité avec la musique ou que sa production musicale aurait été limitée ».
Les quarante ans de l'ensemble seront célébrés le 30 novembre 2014 avec la présentation d'un ouvrage commémoratif, un concert et une extension spéciale de la Base de données numériques de la chanson néerlandaise (Nederlandse Liederenbank), à laquelle tous les 930 enregistrements réalisés par la Camerata Trajectina seront ajoutés sous forme de fichiers audio.  Le livre commémoratif est écrit par la journaliste spécialisée dans la musique ancienne Jolande van der Klis et retrace l'histoire et l'importance de la Camerata Trajectina. 
Malgré les décès du directeur artistique, Louis Peter Grijp (en 2016) et d'Erik Beijer (en 2017), l'ensemble continue à se produire et sort un nouvel album en 2017 grâce au financement participatif.

## Membres
Pour des projets spécifiques, selon les nécessités du programme, l'ensemble fait parfois appel à d'autres musiciens ou ensembles tant néerlandais que belges (Egidius Kwartet, La Caccia, Brisk Recorder Quartet, Oltremontano, Paul Rans…).  Au fil des ans, l'ensemble a associé à ses programmes des chanteurs tels que Marius van Altena, Barbara Borden, Suze van Grootel, Michel Puissant, Sjabbe van Silfhout ou Tom Sol.  Depuis les décès de Louis Peter Grijp, directeur artistique, musicologue, luthiste et joueur de cistre (le 9 janvier 2016), et d'Erik Beijer (le 1er mars 2017), les noyaux vocal et instrumental de l'ensemble se composent de : 
Noyau vocal :
- Hieke Meppelink (soprano)
- Sytse Buwalda (contre-ténor)
- Nico van der Meel (ténor)
- Marcel Moester (baryton)

Noyau instrumental :
- Saskia Coolen (flûte à bec et viole de gambe)
- Annelies van der Vegt (violon baroque)

## Discographie

### Disques microsillons
- 1979, Die tyranny verdrijven: politieke liederen uit de tachtigjarige oorlog, VNM – R 79001
- 1981, Oren aan Hooft, VNM – R 81002[10]
- 1984, Geuzenliederen rond Willem Van Oranje, NKV 8403, Clavigram – 6818.260[10]
- 1985, Bredero, Clavigram – 6845 143 (monoplage)[10]
- 1986, Bredero Amsteldammer, VNM – R 86003[10]
- 1987, De hoer van Babylon: liederen van ketters en papen, VNM - R 87004[11]
- 1987, De muzikale wereld van Constantijn Huygens, VNM - R 87005[10]

### Disques compacts
- 1992, Muziek uit de Gouden Eeuw: Constantijn Huygens en Gerbrand Adriaensz Bredero, Globe GLO 6013
- 1992, Pacxken van Minnen: Middeleeuwse muziek uit de Nederlanden, Globe GLO 6016
- 1994, Souterliedekens / Clemens non Papa and Gherardus Mes: 16th century secular songs and psalm settings from the Netherlands, Globe GLO 6020
- 1994, Muziek uit de Muiderkring: liederen van en voor Maria Tesselschade. Globe GLO 6026
- 1994, Jacob van Eyck & Dutch Songs of the Golden Age, Philips Classics 442 624-2
- 1995, Bavianen en Slijkgeuzen: liederen van Remonstranten en Contra-Remonstranten, Globe GLO 6031
- 1995, Cantiones natalitiæ: kerstliederen uit de tijd van Rubens, Globe GLO 6033
- 1996, Genade ende Vrede / Grace and Peace - Doopsgezinde liederen uit de 16e en 17e eeuw / Music of the Mennonites, double CD, Globe 6038
- 1996, De muzikale wereld van Jan Steen / The Musical World of Jan Steen, Globe GLO 6040
- 1997, Hollandse Madrigalen / Dutch Madrigals, Globe GLO 6042
- 1998, De Vrede van Munster: politieke muziek uit de Tachtigjarige Oorlog, Globe GLO 6048 (en collaboration avec l'ensemble de musique ancienne Oltremontano)
- 1999, Maastrichts Liedboek 1554 / Maastricht Songbook, Globe GLO 6046
- 2000, Wilhelmus en de anderen: Nederlandse liedjes 1500-1700, CD pour un manuel d'école, éd. Marijke Barend-van Haaften, Karel Bostoen, Lia van Gemert et Marijke Meier Drees, Amsterdam University Press, dans la série éducative Tekst in Context 4
- 2000, De Glorie van de Gouden Eeuw, CD de compilation (avec Ton Koopman), Universal
- 2002, Van Varen en Vechten: liederen van de Verenigde Oost-Indische Compagnie (1602-1795) / Shantries of the Dutch Est India Company, Globe GLO 6054
- 2003, Gysbert Japix, Globe GLO 6055
- 2003, Peeckelharing: muziek rondom Frans Hals, Globe GLO 6056
- 2003, Rhetorijckers en Musyckers - Muziek van de Rederijkers, CD du livre Conformisten en rebellen: rederijkerscultuur in de Nederlanden (1400-1650), Amsterdam University Press  (ISBN 90 5356 618 X)
- 2004, De Kist van Pierlala, Globe GLO 6057
- 2004, Het Antwerps Liedboek / The Antwerp Songbook, double CD, Globe GLO 6058 (en collaboration avec Paul Rans et les membres de l'Egidius Kwartet, parmi d'autres)
- 2005, Jacob Obrecht. De wereldlijke werken. / The Secular Works, Globe GLO 6059 (en collaboration avec les ensembles de musique ancienne La Caccia et Brisk)
- 2006, Johan Schenck. Bacchus, Ceres en Venus, Globe GLO 6060
- 2007, Theatermuziek uit de Gouden Eeuw / Dutch Theatre Music 1600-1650, Globe GLO 6062
- 2008, Jacob Cats (1577-1660): klagende Maeghden en andere liederen / Mourning Maidens and other songs, Globe GLO 6063
- 2009, Calvijn in de Gouden Eeuw / Calvinist music from France and the Netherlands, Globe GLO 6064
- 2009, De Zeven Zonden van Jeroen Bosch / The Seven Sins of Hieronymus Bosch / Gerrit Komrij, Globe GLO 6065 (en collaboration avec l'ensemble de musique ancienne La Caccia)
- 2011, Cornelis Schuyt (1557-1616): Madrigali, Padovane & Gagliarde, Globe GLO 6068[11],[12],[13]
- 2012, Carolus Hacquart: The Triumph of Love / De Triomfeerende Min, Globe GLO 6069[14]
- 2012, Sweelinck and the Art of Variation, Globe GLO 5253 (en collaboration avec l'ensemble de musique ancienne Brisk)[12]
- 2013, Music for the Cardinal-Infante Ferdinand of Austria, CD du livre Art, Music and Spectacle in the Age of Rubens, Brepols Publishers  (ISBN 978-1-905375-83-7) (en collaboration avec les ensembles The Imperial Trumpets et La Caccia)[15]
- 2013, De Vrede van Utrecht / The Peace of Utrecht (1713), Globe GLO 5256[16]
- 2014, Het Maassluise Hoekertje: liederen uit de Gouden Eeuw van Maassluis, Globe GLO 5258[17]
- 2015, Dowland in Holland, Globe GLO 5260[18]
- 2017, Een nieuwe Liedt wy heven aen / Luther in the Netherlands, Globe GLO 5270[19]

### CD-ROM
- 2001, Een Muziekgeschiedenis der Nederlanden, Louis Peter Grijp et Ignace Bossuyt (réd.), Amsterdam University Press  (ISBN 978-90-535-6586-5), collaboration à l'exécution de quelques morceaux de musique du CD-ROM du livre

### DVD
- 2011, De Zeven Zonden van Jeroen Bosch / The Seven Sins of Hieronymus Bosch / Gerrit Komrij, CD+DVD, Globe GLO 6067[11]

## Ressources

### Sources et bibliographie
- (en) « Camerata Trajectina », in : Discogs, [En ligne], réf. du 16 novembre 2014.  [www.discogs.com]
- (nl) « Louis Grijp: curriculum vitae en publicatielijst », in : Meertens Instituut, [En ligne], réf. du 16 novembre 2014.  [www.meertens.knaw.nl].
- (nl) KLIS (van der), Jolande.  Een tuitje in de aardkorst: kroniek van de oude muziek 1976-2006, [s. l.], [ Kampen ], Kok, 2007, p. 32-33  (ISBN 978-90-435-1322-7).
- (nl) KLIS (van der), Jolande.  Van Peeckelharing tot Pierlala : Camerata Trajectina : 40 jaar nieuwe oude liedekens, [s. l.] [Utrecht], Stichting Camerata Trajectina, 2014, 136 p.   (ISBN 978-90-822-9770-6).
- (en) « The Ensemble », in : Camerata Trajectina, [En ligne], réf. du 16 novembre 2014. [www.camerata-trajectina.nl].